# Чекелака
Чекелака (рум. Cecălaca) — село у повіті Муреш в Румунії. Входить до складу комуни Ацинтіш.
Село розташоване на відстані 270 км на північний захід від Бухареста, 43 км на південний захід від Тиргу-Муреша, 54 км на південний схід від Клуж-Напоки, 146 км на північний захід від Брашова.

## Населення
За даними перепису населення 2002 року у селі проживали 450 осіб.
Національний склад населення села:
| Національність | Кількість осіб | Відсоток |
| -------------- | -------------- | -------- |
| угорці         | 311            | 69,1%    |
| румуни         | 139            | 30,9%    |

Рідною мовою назвали:
| Мова      | Кількість осіб | Відсоток |
| --------- | -------------- | -------- |
| угорська  | 311            | 69,1%    |
| румунська | 139            | 30,9%    |